# 科尔多凡长颈鹿
科尔多凡长颈鹿，也作中非长颈鹿，是分布于喀麦隆北部区、南乍得、中非共和国和西苏丹的长颈鹿亚种。和其他长颈鹿相比，科尔多凡长颈鹿体型较小，身高只有5、6米。